# Curtiss 18
Curtiss 18 — двухместный триплан-истребитель, разработанный и строившийся американской компанией Curtiss-Wright специально для ВМФ США.

## Конструкция
Самолет предназначался для прикрытия союзных бомбардировщиков и обладал очень высокой на то время максимальной скоростью. Корпус, изготовленный из ламинированного деревянного шпона, имел обтекаемую форму, благодаря чему самолёт продемонстрировал хорошие аэродинамические качества.
На самолёт устанавливался 400-сильный двигатель Curtiss-Kirkham K-12, который впоследствии был изменён на C-12, Д-12, или Curtiss Conqueror..
При проектировке для увеличения манёвренности была выбрана концепция триплана.
Своё неофициальное название, «Wasp» («Оса»), самолёт получил во время испытаний.

## Эксплуатация
18 августа 1915 года самолёт достиг рекордной скорости 262 км/ч при нагрузке 488 кг. Рекорд установил пилот Роланд Рхольфс. После войны использовался в качестве гоночного 18Т-2 стал победителем соревнований 1922 года.

## Операторы
- ВМФ США

## Модификации
• 18Т (18Т-1)

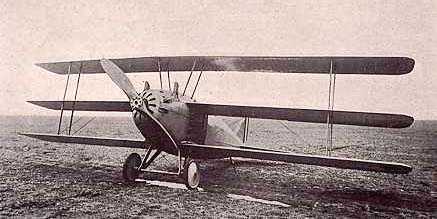
18Т-1

Двухместный триплан с двигателем Curtiss-Kirkham K-12. Предлагалось вооружение самолёта двумя пулемётами Льюиса калибра 7,62 мм. 30 марта 1918 года ВМФ США заказал два прототипа.
• 18Т-2
По сравнению с предшественником, крылья самолёта были удлинены. При дооборудовании мог совершать посадки на воду.
• 18B
Двухместный биплан-истребитель. На самолёт устанавливался двигатель Curtiss-Kirkham K-12.